# Arianops
Arianops är ett släkte av skalbaggar. Arianops ingår i familjen kortvingar.

## Dottertaxa tillArianops, i alfabetisk ordning[1]
- Arianops allatoona
- Arianops alticola
- Arianops amplyoponica
- Arianops barbata
- Arianops cavernensis
- Arianops copelandi
- Arianops coweeta
- Arianops digitata
- Arianops extera
- Arianops fovealis
- Arianops gigantea
- Arianops henroti
- Arianops jeanneli
- Arianops kingi
- Arianops laminata
- Arianops nantahalae
- Arianops neglecta
- Arianops nodosa
- Arianops norithe
- Arianops obliqua
- Arianops parki
- Arianops pecki
- Arianops plectrops
- Arianops sandersoni
- Arianops sewanee
- Arianops spinicollis
- Arianops steevesi
- Arianops stephani
- Arianops stygica
- Arianops teyahalee
- Arianops thornei
- Arianops truncata
- Arianops unicoi